# Morvay Pálma
Morvay Pálma Erzsébet (Budapest, 1954. február 3. –) magyar énekesnő (szoprán).

## Életpályája
Felvidéki eredetű családban született, Morvay János és Fördős Eszter lányaként; édesapja zsigárdi, édesanyja negyedi származású.
Gyerekkora óta foglalkozik zenével, énekléssel. Első nyilvános énekszereplése Budapesten volt 1966-ban. 1972-ben elvégezte a Képző- és Iparművészeti Szakgimnáziumot (a „Kisképzőt”) fotográfus-illusztrátor szakon.
1972–1978 között a Magyar Filmgyártó Vállalatnál (MAFILM) standfotósként dolgozott Koltai Lajos operatőr mellett. A közös anyagot fotókiállításon is bemutatták a Rátkai Márton Klubban. Közben az Országos Filharmóniánál előadóművész–dal-oratórium kategóriában működési engedélyt szerzett, és rendszeresen fellépett az általuk szervezett koncerteken.
Énektanulmányait magánúton folytatta, majd 1976-ban felvételt nyert a Liszt Ferenc Zeneművészeti Egyetem ének tanszakára, ahol 1981-ben szerzett diplomát operaénekesi és tanári szakirányon. Mesterei Dr. Sipos Jenő professzor (magánének), Varasdy Emmi zongoraművész (korrepetitor) és Mikó András, a Magyar Állami Operaház főrendezője (színpadi szerepgyakorlat) voltak. Pályafutását az opera tanszak elvégzése után nagyoperettek primadonnaszerepeivel kezdte, valamint az 1980-as évek közepétől rendszeresen ingázott Magyarország és Ausztria között.

### Kurzusok
- Weimar
- Salzburg
- Bécs

### Ének versenyek
- Kalrovy Vary Dvorzsák énekverseny
- Bécs Belvedere énekverseny

### További mesterei
- Rudolf Knoll professzor (Salzburg, Mozarteum)
- Elizabeth Schwarzenberger (Bécs, Volksoper)
- Takács Paula (Budapest, Operaház)

## Családi állapot
Házastársai voltak:
- Szenthelyi Miklós, Kossuth díjas hegedű művész, Budapest díszpolgára
- Ferkai Tamás, osztrák-magyar származású színház és filmrendező
- Nagy Gábor, vállalkozó.

## Munkahelyei
Előadóművészként dolgozott a Pécsi Nemzeti Színházban, a Fővárosi Operettszínházban, a Szegedi Nemzeti Színházban, a Debreceni Csokonai Színházban, a Békéscsabai Jókai Színházban és a Gyulai Várszínházban, valamint az alsó-ausztriai Sankt Pölten színházában (St. Pölten Landestheater Niederösterreich).
Pedagógusként tevékenykedett a Szent István Király Zeneművészeti Szakgimnázium és Alapfokú Művészeti Iskola, az Országos Szórakoztatózenei Központ Stúdiójában, a Magyar Zeneművészek és Táncművészek Szakszervezetében, a Kőbányai Zenei Stúdióban és művészeti tanácsadóként a Kolimusical Színpadon.
Magyar Nóta Szerzők és Énekesek Országos Egyesületének Vezetőségi Tagja.
És még Európa számos más ország nagyvárosaiban énekelt.

## Fellépései
Számos európai országban voltak jelentősebb külföldi vendégszereplései és fellépései, így például Ausztriában, Németországban, Olaszország, Görögországban, Spanyolország, Dániában, Horvátországban, volt Szovjet Unio (Oroszország), Ukrajna, Románia és Szlovákiában.

### Színházi szerepei
- Kacsóh Pongrác: János vitéz - A francia királykisasszony
- Kodály Zoltán: Háry János - Mária Lujza
- Jacobi Viktor: Leányvásár - Lucy
- Schubert: Három a kislány - Grisi Lucia (színésznő)
- Dunajevszkij: Szabad szél - Stella
- Szirmai Albert: Mágnás Miska - Rolla
- Ábrahám Pál: Viktória - Viktória
- Huszka Jenő: Lili bárónő - Lili
- Kálmán Imre: Ördöglovas - Leontine Metternich
- Kálmán Imre: Csárdáskirálynő - Szilvia
- Lehár Ferenc: A mosoly országa - Liza
- Lehár Ferenc: Cigányszerelem - Ilona
- Robert Stolz: Vénusz selyemben - Jadja lengyel hercegnő
- Szentmihályi Szabó Péter (Mikszáth Kálmán nyomán): Új Zrínyiász - Boborné
- Prokofjev: A három narancs szerelmese - Ninetta
- Johann Strauss: Bécsi vér - Gabrielle (Zedlau grófné)
- Gluck: Rászedett kádi - Fatime
- Mascagni: Parasztbecsület - Lola
- Verdi: Rigoletto - Ceprano grófnő, Apród

### Jelentősebb zenei fellépések
- Mozart: Requiem
- Verdi: Requiem
- Dvořák: Stabat Mater
- Pergolesi: Stabat Mater

#### Szólóestek
Budapest, Bécs, Salzburg, Bad Hofgastein, Hamburg, Pozsony

### Jelentősebb rádiós szereplések
- NDR Hamburg: Zonntakte
- Magyar Rádió: Virágénekek
- Magyar Rádió: Magyarnóta-felvételek
- Magyar Rádió: Blum József: Apostol (rockopera): Szomszédasszony

### Jelentősebb televíziós szereplései
- Prokofjev: A három narancs szerelmese - Ninetta (az Intervízió televíziós közvetítése és felvétele, Spliti Nyári Játékok)
- Athén TV ET2 felvétel
- Arcképcsarnok operettszemüveggel
  - 1. rész:
    - Suppé: Boccaccio - Fiametta
    - Lehár: Friderika - Friderika
    - Leo Fall: Madame de Pompadour - Madame de Pompadour
    - Lehár: Paganini - Anna Eliza

  - 2. rész:
    - Millöcker: Dubarry - Dubarry
    - Offenbach: Kékszakáll - Boulotte
    - Lehár: Cárevics - Szonja
    - Strauss: Casanova - Laura
- Dankó Pista: Nótaénekes-vetélkedő (Duna Televízió)
- Portréfilm (Duna Televízió)
- Karikacsapás - Balkay László talkshow (Budapest TV)
- Az utolsó tánctanár - német–magyar koprodukció (ZDF)

### Egyéb művészi tevékenységek (főként fotós munkák)
- Filmek Hunnia Filmstúdió: Jutalomutazás, Szépek és bolondok, Dériné hol van?, Végül..., Autó..., A járvány, Ámokfutás
- MTV: Keménykalap és krumpliorr (1973), Kínai Kancsó
- Balázs Béla Stúdió: Szerelmi Varázslások
- Hungaroton Lemezfotók: Szenthelyi Miklós (1973), Bächer Mihály (1973, 1975), Schiff András (1976), Réti József (1976)
- Kék Duna Euromusic Nemzetközi Énekverseny: Pop-Musical kategóriában zsűritag (2019)
- Kék Duna Euromusic Nemzetközi Énekverseny: Pop-Musical kategóriában zsűritag (2023)
- Kék Duna Euromusic Nemzetközi Énekverseny: Pop-Musical kategóriában zsűrielnök (2024)
- Kék Duna Euromusic Nemzetközi Énekverseny: Pop-Musical kategóriában zsűritag (2025)

## Elismerések
- 1994 - Dankó Nótaénekes Vetélkedő Közönségdíj
- 1996 - Negyed község díszpolgára
- 2022 - Dankó Pista Életműdíj
- 2025 - Kulturális és Innovációs Minisztérium Művészeti Életpálya Elismerése

## Szeretett négylábú családtagok
- Díjnyertes Sztár cicák: Pom-Pom Moonlighting (Miss Austria), PomPom George (Mr. Austria), PomPom Achiello (International Europe Champion, ÖVEK Whiskas-Cup 1.hely)
- XV. Lajos (Tibeti kutya) televíziós és színházi szereplések